# Денни, Хэвен
Хэвен Денни (англ. Haven Denney; род. 28 октября 1995 года, Окала, Мэрион, Флорида, США) — американская фигуристка, выступавшая в парном катании. С Брэндоном Фрейзером они — чемпионы США (2017), трёхкратные призёры этапа Гран-при Skate America (2014, 2016, 2019), бронзовые призёры этапа Гран-при Internationaux de France (2019), и чемпионы мира среди юниоров (2013).

## Биография
Хэвен Денни родилась в штате Флорида в октябре 1995 года.

## Карьера

### Ранние годы
Изначально она увлеклась фигурным катанием на роликовых коньках как и её старшая сестра Кейди Денни.
Хэвен Денни и Брэндон Фрейзер впервые объединились в 2002 году в качестве роллеров, а затем вместе перешли на лёд. Как фигуристы, они соревновались вместе в течение трех сезонов с 2005 по 2008 год, их тренировали Джим Петерсон и Линдон Джонстон. После двух сезонов на юношеском уровне пара поднялась на уровень выше и выиграла в 2008 году бронзовую медаль среднего уровня в США. Поскольку их семьи жили в разных штатах фигуристы решили разойтись..
Затем Хэвен встала в пару с Даниэлем Рэдом и они пробовали около трёх лет скататься.

### 2011/2012: объединение с Брэндоном Фрейзером, победа на юниорском чемпионате США

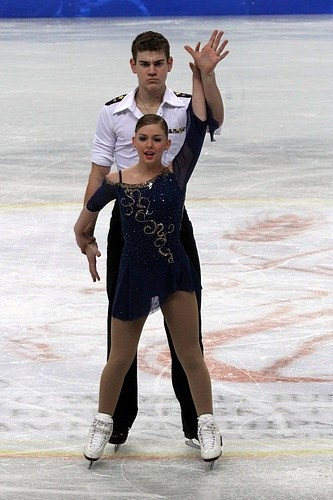
Хэвен и Брэндон на юниорском чемпионате мира (2012)

Весной 2011 года Денни и Фрейзер объединились во второй раз. Они соревновались на юниорских этапах Гран-при, заняв восьмое место в Латвии и седьмое место в Австрии. Они выиграли титул среди юниоров на чемпионате США в январе 2012 года и были назначены на чемпионат мира среди юниоров. На своём дебютном мировом первенстве пара остановилась в шаге от пьедестала, заняв четвёртое место. Пару тренировала Делайла Саппенфилд в Колорадо-Спрингс до осени 2012 года, когда они переехали в Колорадо-Спрингс, штат Флорида, чтобы тренироваться с Джоном Циммерманом и Сильвией Фонтаной.

### 2012/2013: золото юниорского чемпионата мира
Хэвен и Брэндон заняли четвёртое место на этапе Гран-при среди юниоров, проходившем в Лейк-Плэсиде.  На своём дебютном взрослом чемпионате США в январе 2013 года они заняли пятое место. В марте они выиграли золотую медаль на чемпионате мира среди юниоров, став первой американской парой, завоевавшей этот титул с 2007 года.

### 2013/2014: окончательный переход на взрослый уровень
Денни и Фрейзер заняли пятое место на обоих своих этапах Гран-при: Skate Canada и NHK Trophy. В январе они, как и год назад, стали пятыми на национальном чемпионате. Поскольку, две американские пары отправились на Олимпийские игры, для Хэвен и Брэндона нашлось место на чемпионате четырёх континентов, где они остановились в шаге от подиума.

### 2014/2015: первые взрослые успехи, серьёзная травма

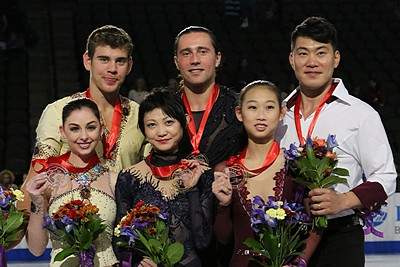
Первая медаль этапа Гран-при на Skate America

Хэвен и Брэндон завоевали медали на двух соревнованиях серии «Челленджер»: золото на Lombardia Trophy и серебро на Skate Canada Autumn Classic В серии Гран-при они выиграли свою первую серебряную медаль на домашнем этапе, а затем заняли четвёртое место на российском этапе. В России до бронзовой медали им не хватило двух сотых балла.
В январе Денни и Фрейзер выиграли свою первую серебряную медаль на чемпионате США. После национального чемпионата они начали тренироваться под руководством Инго Штойера. Они заняли седьмое место на чемпионате четырёх континентов и двенадцатое место на дебютном чемпионате мира.
В апреле 2015 года американские фигуристы изменили место проведения тренировок с Колорадо-Спрингс на Уэст-Палм-Бич, штат Флорида. Вскоре после этого, 22 апреля, Денни получила травму колена, отрабатывая двойной выброс флип вне льда. Она сказала: «Когда я приземлилась, моя нога осталась, а тело продолжало вращаться», а затем она услышала «пару громких хлопков». У неё диагностировали разрыв передней крестообразной связки, латеральной коллатеральной связки, а также двусторонний и латеральный мениск в правом колене, 28 апреля ей сделали операцию в клинике Стедмана в Вейле.

### 2015/2016: восстановление, пропуск сезона
Хэвен не нагружала правую ногу в течение шести недель, а затем начала физиотерапию, прежде чем вернуться на лёд в октябре 2015 года. В это время Брэндон работал над своими навыками катания под руководством Марины Зуевой и её команды в Кантоне. В октябре пара приступила к тренировкам в Центре олимпийской подготовки в Колорадо-Спрингс. Первоначально ограничиваясь базовыми кроссоверами, Денни начала осторожно тренировать прыжки в конце ноября.
Хэвен и Брендон не участвовали в соревнованиях в сезоне этом сезоне. С апреля 2016 года они тренировались у  Рокни Брубейкера и Стефании Бертон в ледовом центре Fox Valley в Женеве, штат Иллинойс.

### 2016/2017: возвращение, золото чемпионата США
Денни и Фрейзер вернулись к соревнованиям. Первым соревнованием после травмы стал турнир серии «Челленджер» Ondrej Nepela Memorial, где они заняли четвёртое место. Они получили два этапа Гран-при: Skate America и Skate Canada. Они выиграли серебряную медаль на домашнем этапе, а через неделю стали четвёртыми в Канаде. В декабре они выступили на ещё одном «Челленджере»  Golden Spin of Zagreb, где остановились в шаге от подиума.
На чемпионате США Хэвен и Брэндон выиграли свой первый национальный титул. Денни прокомментировала это так: «Я так горжусь тем, где мы сейчас находимся. Мы так усердно работали, переживая взлеты и падения и всё такое. Я просто очень благодарна и счастлива быть здесь». На чемпионат четырёх континентов они заняли восьмое место. Чемпионат мира для пары прошёл совсем неудачно. В короткой программе они допустили падение на прыжке и выбросе, что привело к двадцатому месту и не попаданию в произвольную программу. Также американская сборная осталась в парном катании с одной квотой на зимние Олимпийские игры, которые пройдёт в феврале 2018 года.

### 2017/2018: Олимпийский сезон
Денни / Фрейзер начали сезон на US Classic, где заняли пятое место. Американская пара стала седьмой на двух своих этапах Гран-при - Skate America и Skate Canada.
На национальном чемпионате Хэвен и Брэндон заняла лишь пятое место. Они не попали в Олимпийскую команду и не были отобраны на другие главные старты ISU. Весной 2018 года пара решила вернуться в команду Джона Циммермана и Сильвии Фонтаны, которые базировались в Уэсли-Чепел.

### 2018/2019: возвращение на национальный подиум

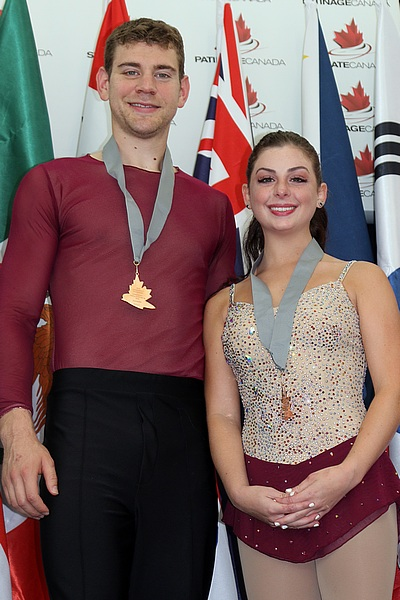
Бронзовая медаль на Autumn Classic International (2018)

В начале лета у Денни случился стрессовый перелом лодыжки. Денни и Фрейзер завоевали бронзовую медаль на турнире серии «Челленджер» Autumn Classic International, который открывал их сезон.  Они заняли шестое место на канадском этапе Гран-при. Затем пара вынуждена была отказаться от своего второго этапа Гран-при Internationaux de France, потому что стрессовый перелом Денни стал слишком болезненным для неё, чтобы кататься на коньках.
На чемпионате США Хэвен и Брэндон выиграли серебряную медаль, заняв третье место в короткой программе и второе в произвольной программе, допустив в последней несколько ошибок на прыжках. Фрейзер заметил: «Были некоторые вещи, которые мы упустили из виду, и это то, к чему мы собираемся стремиться, чтобы стать лучше». На домашнем чемпионате четырёх континентов пара заняла пятое место и сезон для них подошёл к концу. Ошибки на прыжках продолжали досаждать им, и, по словам Денни, в межсезонье они будут уделять этой проблеме самое большое внимание.

### 2019/2020: распад, завершение карьеры

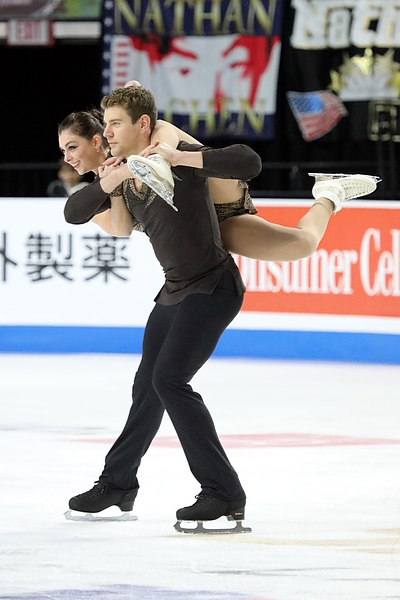
Денни и Фрейзер исполняют произвольную программу на Skate America (2019)

В новом сезоне Денни и Фрейзер вернули нашумевшую в своё время произвольную программу «Король Лев» сезона 2014/2015. Став шестыми на Nebelhorn Trophy, они выиграли бронзовую медаль на Skate America, обойдя действующих чемпионов США Эшли Кейн и Тимоти ЛеДюка. На своем втором этапе Гран-при, Internationaux de France, они выиграли бронзовую медаль. Они заняли третье место в короткой программе, Денни недокрутила свой тройной сальхов. Она выполнила чистый тройной сальхов в произвольной программе, хотя и задуманная комбинация из трёх прыжков ей не удалась. Они заняли второе место в произвольной программе и финишировали третьими в общем зачёте. Хэвен и Брендон снова обыграли Кейн и ЛеДюка.
Чемпионат США у пары не задался. В короткой программе Хэвен упала с тройного выброса, а затем сорвала тройной прыжок, в результате чего после первого дня они шли шестыми. В произвольной программе им также не удалось избежать ошибок и пара замкнула пятёрку лучших.
25 марта Денни и Фрейзер объявили о распаде своей пары и Хэвен завершила карьеру.

## Программы
(с Б. Фрейзером)
| Сезон     | Короткая программа                                                   | Произвольная программа                                       | Показательные выступления                                 |
| --------- | -------------------------------------------------------------------- | ------------------------------------------------------------ | --------------------------------------------------------- |
| 2019/2020 | - Quidam (Cirque du Soleil) Бенуа Джутрас хореография Рене Рока      | - Король Лев Ханс Циммер хореография Рене Рока               |                                                           |
| 2018/2019 | - Billie Jean в исполнении Дэвида Кука                               | - Irrepressibles selection                                   |                                                           |
| 2017/2018 | - All Of Me Джон Ледженд                                             | - Who Wants to Live Forever Queen, Дэвид Гаррет              |                                                           |
| 2016/2017 | - Дон Жуан хореография Марина Зуева                                  | - Somewhere in Time Джон Барри хореография Марина Зуева      | - Oh! Darling The Beatles                                 |
| 2014/2015 | - Крёстный отец Нино Рота хореорафия Джон Циммерман, Сильвия Фонтана | - Король Лев Ханс Циммер хореография Рене Рока               | - One U2                                                  |
| 2013/2014 | - Malagueña Эрнесто Лекуона                                          | - Нотр-Дам де Пари Риккардо Коччанте хореорафия Жюли Маркотт |                                                           |
| 2012/2013 | - Malagueña Эрнесто Лекуона                                          | - Ла Страда Нино Рота хореорафия Жюли Маркотт                | - Due respiri Эрос Рамаззотти в исполнении Кьяры Гальяццо |
| 2011/2012 | - Чикаго                                                             | - Перл-Харбор Ханс Циммер                                    | - All That Jazz (Чикаго) Джон Кандер, Фред Эбб            |

## Спортивные достижения
(с Б. Фрейзером)
| Соревнования/Сезон                                | 11/12 | 12/13 | 13/14 | 14/15 | 16/17 | 17/18 | 18/19 | 19/20 |
| ------------------------------------------------- | ----- | ----- | ----- | ----- | ----- | ----- | ----- | ----- |
| Чемпионаты мира                                   |       |       |       | 12    | 20    |       |       |       |
| Чемпионаты четырёх континентов                    |       |       | 4     | 7     | 8     |       | 5     |       |
| Этапы Гран-при: Internationaux de France          |       |       |       |       |       |       | WD    | 3     |
| Этапы Гран-при: NHK Trophy                        |       |       | 5     |       |       |       |       |       |
| Этапы Гран-при: Rostelecom Cup                    |       |       |       | 4     |       |       |       |       |
| Этапы Гран-при: Skate America                     |       |       |       | 2     | 2     | 7     |       | 3     |
| Этапы Гран-при: Skate Canada                      |       |       | 5     |       | 4     | 7     | 6     |       |
| CS Autumn Classic                                 |       |       |       | 2     |       |       | 3     |       |
| CS Nebelhorn Trophy                               |       |       |       |       |       |       |       | 6     |
| CS Golden Spin of Zagreb                          |       |       |       |       | 4     |       |       |       |
| CS Lombardia Trophy                               |       |       |       | 1     |       |       |       |       |
| CS Nepela Memorial                                |       |       | 4     |       | 4     |       |       |       |
| CS U.S. International                             |       |       |       |       |       | 4     |       |       |
| Чемпионаты мира (юниоры)                          | 4     | 1     |       |       |       |       |       |       |
| Этапы юниорского Гран-при: Австрия                | 7     |       |       |       |       |       |       |       |
| Этапы юниорского Гран-при: Латвия                 | 8     |       |       |       |       |       |       |       |
| Этапы юниорского Гран-при: США                    |       | 4     |       |       |       |       |       |       |
| Чемпионаты США                                    |       | 5     | 5     | 2     | 1     | 5     | 2     | 5     |
| Первенство США по фигурному катанию среди юниоров | 1     |       |       |       |       |       |       |       |

WD — спортсмены снялись с соревнований.
(с Д. Рэдом)
| Соревнования/Сезон                                | 09/10 | 10/11 |
| ------------------------------------------------- | ----- | ----- |
| Первенство США по фигурному катанию среди юниоров | 7     | 6     |

## Детальные результаты

### С Брэндоном Фрейзером

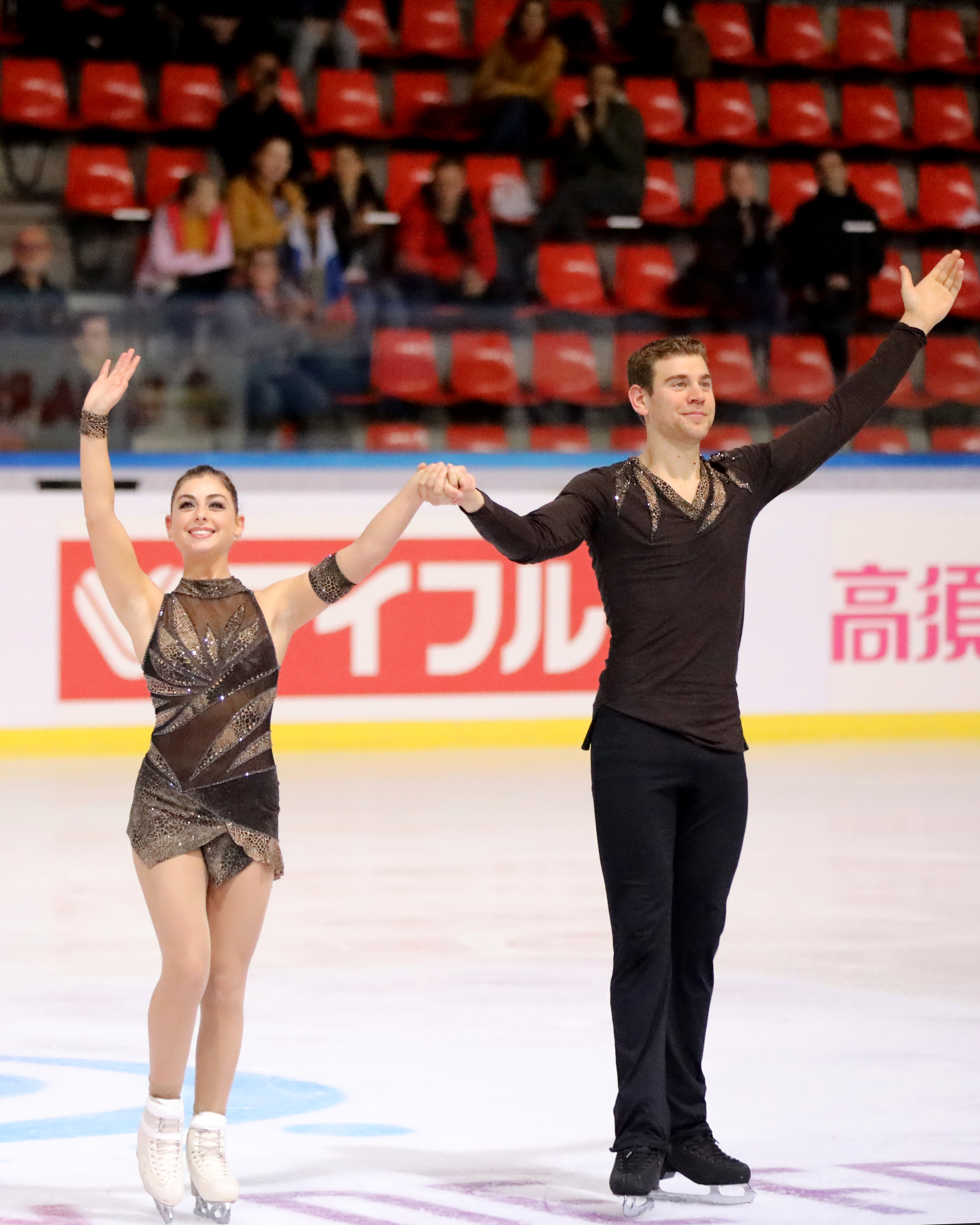
Хэвен и Брэндон на Internationaux de France (2019)

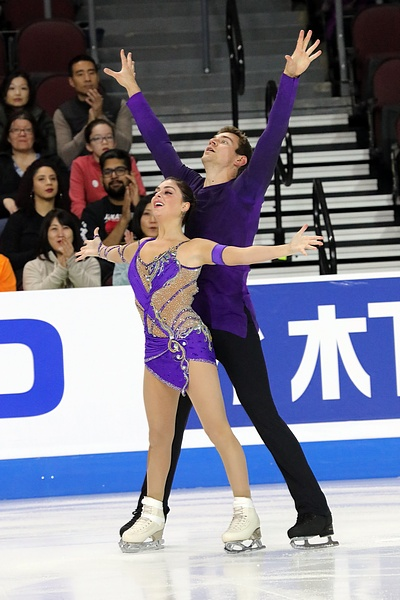
Денни и Фрейзер исполняют короткую программу на Skate America (2019)

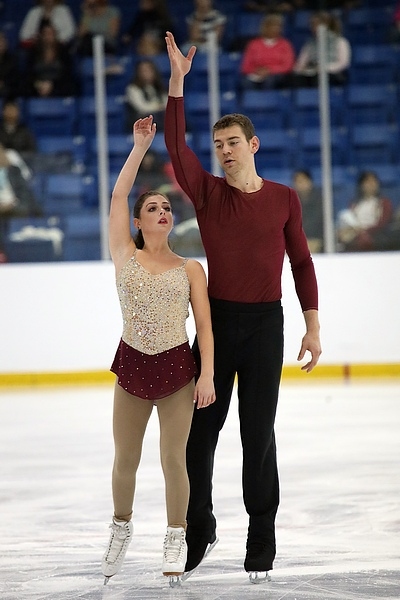
Хэвен и Брэндон в 2018 году

| 2019/2020 сезон              | 2019/2020 сезон                    | 2019/2020 сезон | 2019/2020 сезон | 2019/2020 сезон | 2019/2020 сезон | 2019/2020 сезон |
| Дата                         | Событие                            | КП              | ПП              | Общее           |                 |                 |
| ---------------------------- | ---------------------------------- | --------------- | --------------- | --------------- | --------------- | --------------- |
| 21—26 января 2020            | Чемпионат США 2020                 | 6 61,33         | 5 124,92        | 5 186,25        |                 |                 |
| 1—3 ноября 2019              | Internationaux de France 2019      | 3 68,65         | 2 130,75        | 3 199,40        |                 |                 |
| 18—20 октября 2019           | Skate America 2019                 | 4 65,18         | 2 127,52        | 3 192,70        |                 |                 |
| 25—28 сентября 2019          | Nebelhorn Trophy 2019              | 6 61,23         | 3 120,47        | 6 181,70        |                 |                 |
| 2018/2019 сезон              |                                    |                 |                 |                 |                 |                 |
| Дата                         | Событие                            | КП              | ПП              | Общее           |                 |                 |
| 4—10 февраля 2019            | Чемпионат четырёх континентов 2019 | 7 61,71         | 5 122,47        | 5 184,18        |                 |                 |
| 22—27 января 2019            | Чемпионат США 2019                 | 3 68,32         | 2 133,32        | 2 201,64        |                 |                 |
| 26—28 октября 2018           | Skate Canada 2018                  | 8 55,31         | 5 114,91        | 6 170,22        |                 |                 |
| 20—22 сентября 2018          | Autumn Classic International 2018  | 3 61,91         | 3 102,52        | 3 164,43        |                 |                 |
| 2017/2018 сезон              |                                    |                 |                 |                 |                 |                 |
| Дата                         | Событие                            | КП              | ПП              | Общее           |                 |                 |
| 3—6 января 2018              | Чемпионат США 2018                 | 4 63,63         | 5 122,69        | 5 186,32        |                 |                 |
| 24—26 ноября 2017            | Skate America 2017                 | 6 63,04         | 7 109,12        | 7 172,16        |                 |                 |
| 27—29 октября 2017           | Skate Canada 2017                  | 6 63,26         | 7 109,69        | 7 172,95        |                 |                 |
| 13—17 сентября 2017          | U.S. International Classic 2017    | 7 55,26         | 4 113,21        | 4 168,47        |                 |                 |
| 2016/2017 сезон              |                                    |                 |                 |                 |                 |                 |
| Дата                         | Событие                            | КП              | ПП              | Общее           |                 |                 |
| 29 марта — 2 апреля 2017     | Чемпионат мира 2017                | 20 56,23        |                 | 20              |                 |                 |
| 15—19 февраля 2017           | Чемпионат четырёх континентов 2017 | 8 63,39         | 8 116,06        | 7 179,45        |                 |                 |
| 14—22 января 2017            | Чемпионат США 2017                 | 2 65,39         | 1 122,93        | 1 188,32        |                 |                 |
| 7—10 декабря 2016            | Золотой конёк Загреба 2016         | 3 57,40         | 4 104,23        | 4 161,63        |                 |                 |
| 28—30 октября 2016           | Skate Canada 2016                  | 4 66,50         | 4 121,73        | 4 188,23        |                 |                 |
| 21—23 октября 2016           | Skate America 2016                 | 2 67,29         | 2 125,36        | 2 192,65        |                 |                 |
| 29 сентября — 1 октября 2016 | Мемориал Ондрея Непелы 2016        | 4 49,66         | 4 113,16        | 4 172,82        |                 |                 |
| 2014/2015 сезон              |                                    |                 |                 |                 |                 |                 |
| Дата                         | Событие                            | КП              | ПП              | Общее           |                 |                 |
| 26 марта — 3 апреля 2015     | Чемпионат мира 2015                | 8 61,32         | 12 111,19       | 12 172,51       |                 |                 |
| 10—15 февраля 2015           | Чемпионат четырёх континентов 2015 | 9 56,98         | 7 110,59        | 7 167,57        |                 |                 |
| 18—25 января 2015            | Чемпионат США 2015                 | 2 68,38         | 2 131,54        | 2 199,92        |                 |                 |
| 13—16 ноября 2014            | Rostelecom Cup 2014                | 4 54,06         | 2 110,79        | 4 164,85        |                 |                 |
| 23—26 октября 2014           | Skate America 2014                 | 3 61,08         | 2 122,76        | 2 183,84        |                 |                 |
| 15—17 октября 2014           | Autumn Classic International 2014  | 4 51,66         | 2 115,62        | 2 167,28        |                 |                 |
| 19—21 сентября 2014          | Lombardia Trophy                   | 2 46,94         | 2 110,86        | 1 157,80        |                 |                 |
| 2013/2014 сезон              |                                    |                 |                 |                 |                 |                 |
| Дата                         | Событие                            | КП              | ПП              | Общее           |                 |                 |
| 20—29 января 2014            | Чемпионат четырёх континентов 2014 | 4 58,57         | 3 108,53        | 4 167,10        |                 |                 |
| 5—12 января 2014             | Чемпионат США 2014                 | 8 59,52         | 5 122,07        | 5 181,59        |                 |                 |
| 8—10 ноября 2013             | NHK Trophy 2013                    | 4 58,67         | 4 109,18        | 5 167,85        |                 |                 |
| 24—27 октября 2013           | Skate Canada 2013                  | 5 55,01         | 5 103,82        | 5 158,83        |                 |                 |
| 2—5 октября 2013             | Мемориал Ондрея Непелы 2013        | 4 48,71         | 4 93,77         | 4 142,48        |                 |                 |

| 2012/2013 сезон              | 2012/2013 сезон     | 2012/2013 сезон | 2012/2013 сезон | 2012/2013 сезон | 2012/2013 сезон | 2012/2013 сезон |
| Дата                         | Событие             | Категория       | КП              | ПП              | Общее           |                 |
| ---------------------------- | ------------------- | --------------- | --------------- | --------------- | --------------- | --------------- |
| 25 февраля — 3 марта 2013    | Чемпионат мира 2013 | Юниоры          | 3 52,61         | 2 103,22        | 1 155,83        |                 |
| 20—26 января 2013            | Чемпионат США 2013  | Взрослые        | 4 52,48         | 6 109,79        | 5 162,27        |                 |
| 30 августа — 1 сентября 2012 | Гран-При США        | Юниоры          | 3 44,58         | 4 82,75         | 4 127,33        |                 |
| 2011/2012 сезон              |                     |                 |                 |                 |                 |                 |
| Дата                         | Событие             | Категория       | КП              | ПП              | Общее           |                 |
| 27 февраля — 4 марта 2012    | Чемпионат мира 2012 | Юниоры          | 4 50,81         | 4 99,74         | 4 150,55        |                 |
| 22—29 января 2012            | Чемпионат США 2012  | Юниоры          | 1 52,83         | 2 96,01         | 1 148,84        |                 |
| 29 сентября — 1 октября 2011 | Гран-При Австрии    | Юниоры          | 10 42,25        | 6 83,25         | 7 125,50        |                 |
| 1—3 сентября 2011            | Гран-При Латвии     | Юниоры          | 7 40,38         | 8 75,66         | 8 116,04        |                 |